# 楊高中路駅
楊高中路駅（ようこうちゅうろ-えき）は上海市浦東新区に位置する上海地下鉄9号線、18号線の駅である。

## 歴史
- 2010年4月7日：9号線の駅として開業。
- 2021年12月30日：18号線の駅が開業し、乗換駅となる[1]。

## 駅構造
9号線・18号線とも島式ホーム1面2線を有する地下駅である。9号線ホームは楊高中路寄りの、18号線ホームは民生路寄りの地下にある。9号線芳甸路側には2線の引き上げ線が配置されている。

### のりば
| 番線                    | 路線     | 行先           |
| ----------------------- | -------- | -------------- |
| 9号線ホーム（地下2階）  |          |                |
| 1                       | ■ 9号線  | 上海松江站方面 |
| 2                       | ■ 9号線  | 曹路方面       |
| 18号線ホーム（地下3階） |          |                |
| 3                       | ■ 18号線 | 航頭方面       |
| 4                       | ■ 18号線 | 長江南路方面   |

（出典：上海地下鉄:站层图）

## 駅周辺
- 進才中学
- 上海・1188金融中心
- 上海海関民生路辦公区
- 証大五道口広場
- 上海丁香国際商業中心

## 隣の駅
上海軌道交通
■ 9号線
世紀大道駅 - 楊高中路駅 - 芳甸路駅
■ 18号線
迎春路駅 - 楊高中路駅 - 民生路駅